# Ugli

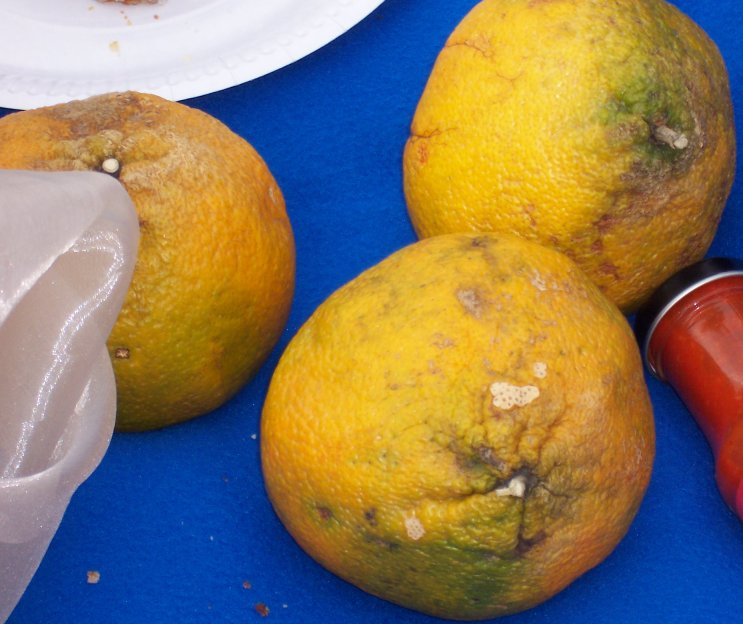
Ugli

Ugli är en jamaicansk tangelo, en citrusfrukt som skapats genom att hybridisera en grapefrukt (eller pomelo enligt vissa källor), en apelsin och en tangerin. Dess arter är Citrus reticulata x Citrus paradisi.
Den upptäcktes växa vilt på Jamaica där den huvudsakligen odlas idag. Dess namn härstammar från det fula utseendet på dess grova, rynkade, gröngula skal (engelskans "ugly" = ful). Den ljusa gröna ytan får fläckar av orange när frukten når full mognad. En ugli-frukt är vanligtvis något större än en grapefrukt och har färre frön. Fruktköttet är mycket saftigt och påminner mer om den söta tangerinen än om den bittra grapefrukten. Frukten är säsongsbunden från december till april. Den distribueras i USA och Europa mellan november och april och är ibland tillgänglig från juli till september.
Frukten är också beskriven som en exotisk tangelo.